# T-symmetri
I teoretisk fysik, er T-symmetri den teoretiske symmetri af fysiske love under en tid-omvendings transformation:

{\displaystyle T:t\mapsto -t.}
Selvom denne symmetri kan findes i enkelte kontekster, holder den ikke i vores univers ifølge termodynamikkens 2. hovedsætning. Derfor kaldes tid for ikke-symmetrisk, eller asymmetrisk.

Tid asymmetrier inddeles generelt efter dem som er essentielle for de dynamiske love om naturen, og dem der skyldes oprindelige betingelser i vores univers.
1. T-asymmetri af den svage vekselvirkning er af den første art, imens
2. T-asymmetri af den termodynamikkens 2. lov er af den anden art.